# Самсонова Людмила Дмитрівна
Людмила Дмитрівна Самсонова (рос. Людмила Дмитриевна Самсонова) — російська тенісистка. З 2014 по 2018 рік вона виступала під італійським прапором. 
Свій перший титул WTA Самсонова здобула на German Open 2021.

## Серед юніорів
Найвищого юніорського рейтингу ITF Самсонова досягла 18 липня 2016 року — 65 щабель. Її найбільшим успіхом стали дві перемоги поспіль в юніорських  турнірах 2-го класу, в яких вона здолала таких відомих тенісисток як  Кая Юван та Марта Костюк.

## Фінали турнірів WTA

### Одиночний розряд: 9 (5 титулів, 4 поразки)
| Легенда                      |
| ---------------------------- |
| Турніри Великого шлему (0–0) |
| Турніри WTA 1000 (0–2)       |
| Турніри WTA 500 (2–2)        |
| Турніри WTA 250 (3–0)        |

| Фінали за покриттям |
| ------------------- |
| Тверде (3–3)        |
| Ґрунт (0–1)         |
| Трава (2–0)         |
| Килим (0–0)         |

| Результат | В-П | Дата     | Турнір                                         | Категорія | Покриття | Опонент             | Рахунок             |
| --------- | --- | -------- | ---------------------------------------------- | --------- | -------- | ------------------- | ------------------- |
| Перемога  | 1–0 | Чер 2021 | German Open, Німеччина                         | WTA 500   | Трава    | Белінда Бенчич      | 1–6, 6–1, 6–3       |
| Перемога  | 2–0 | Сер 2022 | Washington Open, США                           | WTA 250   | Тверде   | Кая Канепі          | 4–6, 6–3, 6–3       |
| Перемога  | 3–0 | Сер 2022 | Tennis in the Land, США                        | WTA 250   | Тверде   | Олександра Саснович | 6–1, 6–3            |
| Перемога  | 4–0 | Вер 2022 | Toray Pan Pacific Open, Японія                 | WTA 500   | Тверде   | Чжен Ціньвень       | 7–5, 7–5            |
| Поразка   | 4–1 | Лют 2023 | Abu Dhabi Open, UAE                            | WTA 500   | Тверде   | Белінда Бенчич      | 6–1, 6–7(8–10), 4–6 |
| Поразка   | 4–2 | Сер 2023 | Мастерс Канада, Канада                         | WTA 1000  | Тверде   | Джессіка Пегула     | 1–6, 0–6            |
| Поразка   | 4–3 | Жов 2023 | China Open, КНР                                | WTA 1000  | Тверде   | Іга Свьонтек        | 2–6, 2–6            |
| Перемога  | 5–3 | 2024     | Rosmalen Grass Court Championships, Нідерланди | WTA 250   | Трава    | Б'янка Андреєску    | 4–6, 6–3, 7–5       |
| Поразка   | 5–4 | Тра 2025 | Internationaux de Strasbourg                   | WTA 500   | Ґрунт    | Олена Рибакіна      | 6–1, 6–7(2–7), 6–1  |

### Парний розряд: 3 (2 титули, 1 поразка)
| Легенда          |
| ---------------- |
| Grand Slam (0–0) |
| WTA 1000 (1–0)   |
| WTA 500 (1–0)    |
| WTA 250 (0–1)    |

| Фінали за покриттям |
| ------------------- |
| Тверде (2–0)        |
| Трава (0–1)         |
| Ґрунт (0–0)         |
| Килим (0–0)         |

| Результат | В-П | Дата     | Турнір                                                 | Категорія | Покриття | Партнер              | Опоненти                      | Рахунок               |
| --------- | --- | -------- | ------------------------------------------------------ | --------- | -------- | -------------------- | ----------------------------- | --------------------- |
| Перемога  | 1–0 | Лют 2023 | Dubai Tennis Championships, UAE                        | WTA 1000  | Тверде   | Вероніка Кудерметова | Чжань Хаоцін Латіша Чжань     | 6–4, 6–7(4–7), [10–1] |
| Перемога  | 2–0 | Вер 2024 | Hansol Korea Open Tennis Championships, Південна Корея | WTA 500   | Тверде   | Ніколь Меліхар       | Чжан Шуай Като Мію            | 6–1, 6–0              |
| Поразка   | 2–1 | Чер 2025 | Libéma Open                                            | WTA 250   | Трава    | Ніколь Меліхар       | Ірина Хромачова Фанні Штоллар | 7–5, 6–3              |